# Metaldehid
Metaldehid je aktivna  snov, ki spada v skupino aldehidov. Največkrat ga najdemo v povezavi kot fitofarmacevtsko sredstvo za zaščito rastlin pred polži slinarji (limacidae). Imena snovi ali pripravkov. v katerih je metaldehid. so lahko različna (Terminator, Agrosan B, polžomor,...). Koncentracija mataldehida v pripravkih je od 4 do 6 procentov. 100% snov praktično ne moremo dobiti, saj je zelo strupena in prepovedana, ter ni na listi nevarnih snovi, ki se pojavljajo pri izvozu ali uvozu (Regulative EU- št.689/2008.

## Ugotovitve o nevarnih lastnostih
Proizvod je škodljiv v primeru stika s kožo ali užitja
Način absorbacije
Zaužitje ali skozi kožo.
Varnostni ukrepi
Sredstvo ne sme priti v stik s kožo ali očmi. Nositi je potrebno zaščitno obleko  in očala.

## Ukrepi za prvo pomoč
Vdihovanje
Prizadeto osebo je potrebno umakniti iz kontaminiranega območja na svež zrak ali dobro prezračen prostor.
Zaužitje
Prebavne organe se izpere z raztopino sode bikarbone, kasneje se dozira aktivno oglje in salinska odvajala.
Stik s kožo in očmi
Odstraniti je potrebno kontaminirano obleko, kožo umiti z vodo in milom. Oči se spirajo s čisto vodo.

## Ukrepi ob požaru
Posebne nevarnosti
Produkti gorenja so toksični in dražeči.
Neprimerna gasilna sredsva
Neposredni vodni curki.
Posebna zaščitna oprema za gasilce
Ustrezna zaščitna oprema (obleka, rokavice in maska)

## Ukrepi ob nezgodnih izpustih
Previdnostni ukrepi, ki se nanašajo na ljudi
V primeru zaužitve se ne sme izvati bruhanja in takoj poiščemo zdravniško pomoč.
Ekološki zaščitni ukrepi
Preprečitev kontaminacije površinskih vod, odtočnih kanalov, podtalnice in vodnih virov. Snov in njegovo embalažo, katera je zaradi nezgode spremenila kvaliteto moramo poslati pooblaščenemu podjetju za uničevanje nevarnih snovi.

## Ravnanje z nevarno snovjo/pripravkom in skladiščenje
Ravnanje
Izogibajte se stiku s kožo, očmi, in oblačili.Med delim ne pijte in jejte in ne kadite. Delo opravljajte na odprtem prostoru ter ne prijemajte pripravek z golimi rokami.
Skladiščenje
Pripravek mora biti skladiščen v dobro prezračevalnem prostoru.

## Nadzor nad izpostavljenostjo/varnost in zdravje pri delu
Zaščita oči
Varovalna očala
Zaščita rok
Gumijaste ali PCVC rokavice
Zaščita kože
Delovna obleka - uporablajti primerno zaščito pred vdihavanjem

## Toksikološki podatki
Snov se absorbira preko respiratornega aparata in preko kože. Draži oči in kožo.
Akutna oralna toksičnost za podgano je LD50283mg (aktivne substance).

## Ekotoksikološki podatki
Zaščita vode
Proizvoda se ne sme spuščati v odpadne vode.
Zaščita zraka
Ni potrebna.
Strupenost aktivne substance
- LC50 (trota iridea):                   75mg/L
- EC50 (daphia magna):                   >90mg/L
- Cer50 (alga scenedesmus subspicatus):  približno 76mg/L